# Jezero Andalo
Jezero Andalo (italsky Lago di Andalo) je periodické jezero v Italských Alpách v provincii Trento. Jezero nemá pravidelný přítok ani odtok a napájení jezera zajišťují zdroje krasového původu. Jeho hloubka kolísá s pravidelnou roční periodicitou od stavu v řádu desítek centimetrů po hodnoty přes deset metrů. Břehy jezera rozšiřují nabídku sportovních a rekreačních aktivit horského letoviska Andalo.

## Hydrologická charakteristika
Po ústupu ledovce vznikla v severní části náhorní plošiny Brenta-Paganella prohlubeň se štěrkopískovým ložem, která se ocitla ve složitém krasovém systému na rozvodí řek Noce a Sarca. V závislosti na množství srážek se prohlubeň spodními prameny naplňuje do různých úrovní hladiny. Bezodtoký systém je odvodňován opět krasovými cestami, z nichž dominantní trasou je průsak jižním směrem pod sídlem Andalo, který vyvěrá v údolí Rio Lambin. Většina vody tak přírodní cestou odtéká do jezera Molveno a stává se součástí povodí Sarcy. Při intenzivních letních srážkách se jezero u jižního břehu rozlévalo k severní zástavbě města a vytvářelo bažiny. Těmto historickým situacím odpovídají parametry, dodnes uváděné jako aktuální. Délka 1450 m, maximální hloubka 13 m a plocha 50 ha.Tento přírodní systém však byl ve 20. století pozměněn lidskou činností. Na jižním břehu vyúsťuje do jezera systém sběru povrchových vod a v případě silných letních lijáků v období nejvyšší hladiny je povrchová voda přepouštěna do údolí potoka Rio Lavezól, který napájí říčku Torrente Sporeggio, přítok Noce. Systém se tak stává i součástí povodí Adiže. Výpustní systém je umístěn ve břehu severovýchodní části jezera. Před regulací se nadmořská výška hladiny pohybovala v rozmezí 994 až 1008 metrů. Po regulaci se hladina při nejvyšších stavech pohybuje mezi 998 až 1000 metry nad mořem a maximální plocha hladiny se pohybuje kolem 5 ha.

Vysoký stav v červnu 2024.- pohled směrem na Piz Galin

Objem jezera dosahuje vrcholu po odtání posledního sněhu a ledu v nejvyšších polohách povodí, kde na západě dominuje Piz Galin (2442 m n. m.) a na východě Paganella (2 125 m n. m.). K tomu dochází mezi květnem a červnem. Nejnižší stavy nastávají koncem léta a začátkem podzimu.

## Flóra a fauna
Biotop jezera nepředstavuje významnou oblast z hlediska výskytu vzácné flóry nebo fauny. Jedinou rybou, schopnou přežívat podmínky nejnižších vodních stavů a udržovat přirozeně trvalou populaci je střevle potoční. Vysoká nadmořská výška omezuje rozvoj studenokrevných obratlovců, nejčetnějším zástupcem je ropucha obecná. Z vodního ptactva je nejčetněji zastoupena lyska černá, která i v podmínkách výrazné změny hladiny nalézá podmínky k rozmnožování. Na západě jezero sousedí s přírodním parkem Adamello-Brenta, výstražné tabule na stezce kolem jezera upozorňují na možný výskyt medvěda hnědého.    

## Význam a využití
Po regulaci jezera se bažinatá oblast přeměnila v celosezónní sportovní a rekreační areál. Podél jezera vede 1,7 km dlouhá dlážděná stezka s převýšením čtyři metry, která poskytuje příležitost k nenáročné procházce i ke tréningu běhu ve vyšší nadmořské výšce. V zimním období se okruh kolem jezera stává nejvýznamnější součástí střediska běžeckého lyžování Centro Fondo di Andalo. 

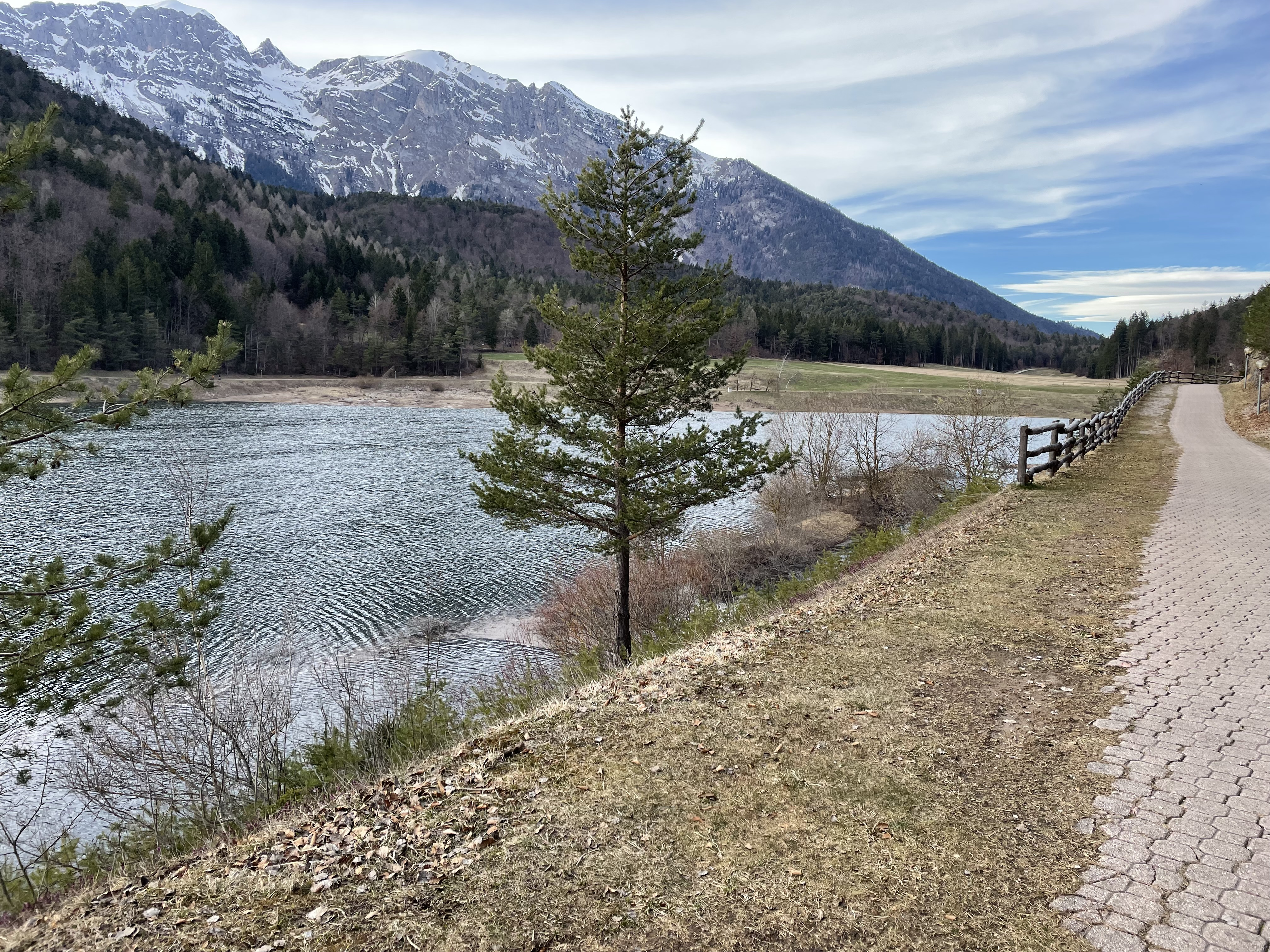
Na cestě podél jezera
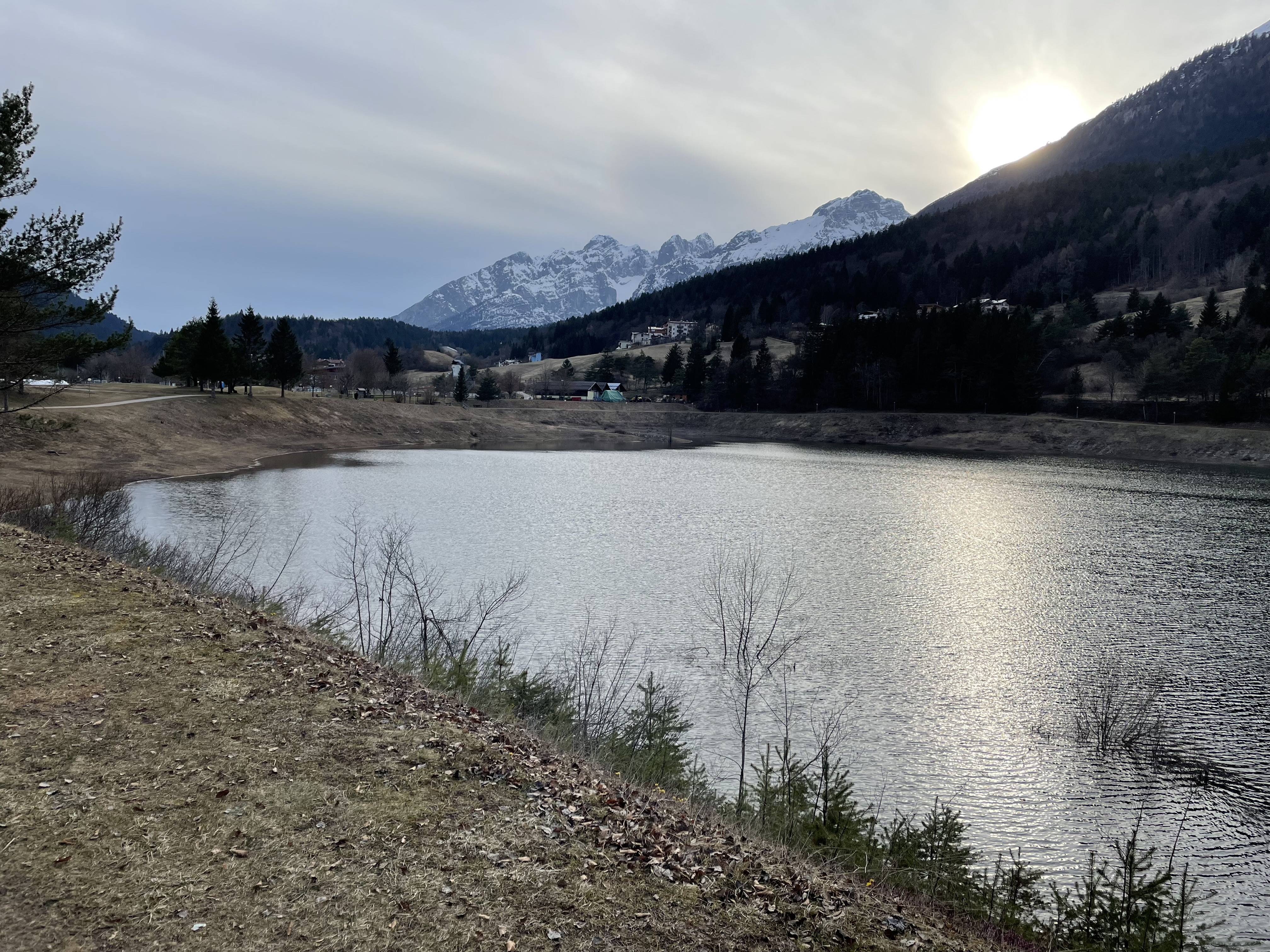
Pohled ke vtoku povrchových vod
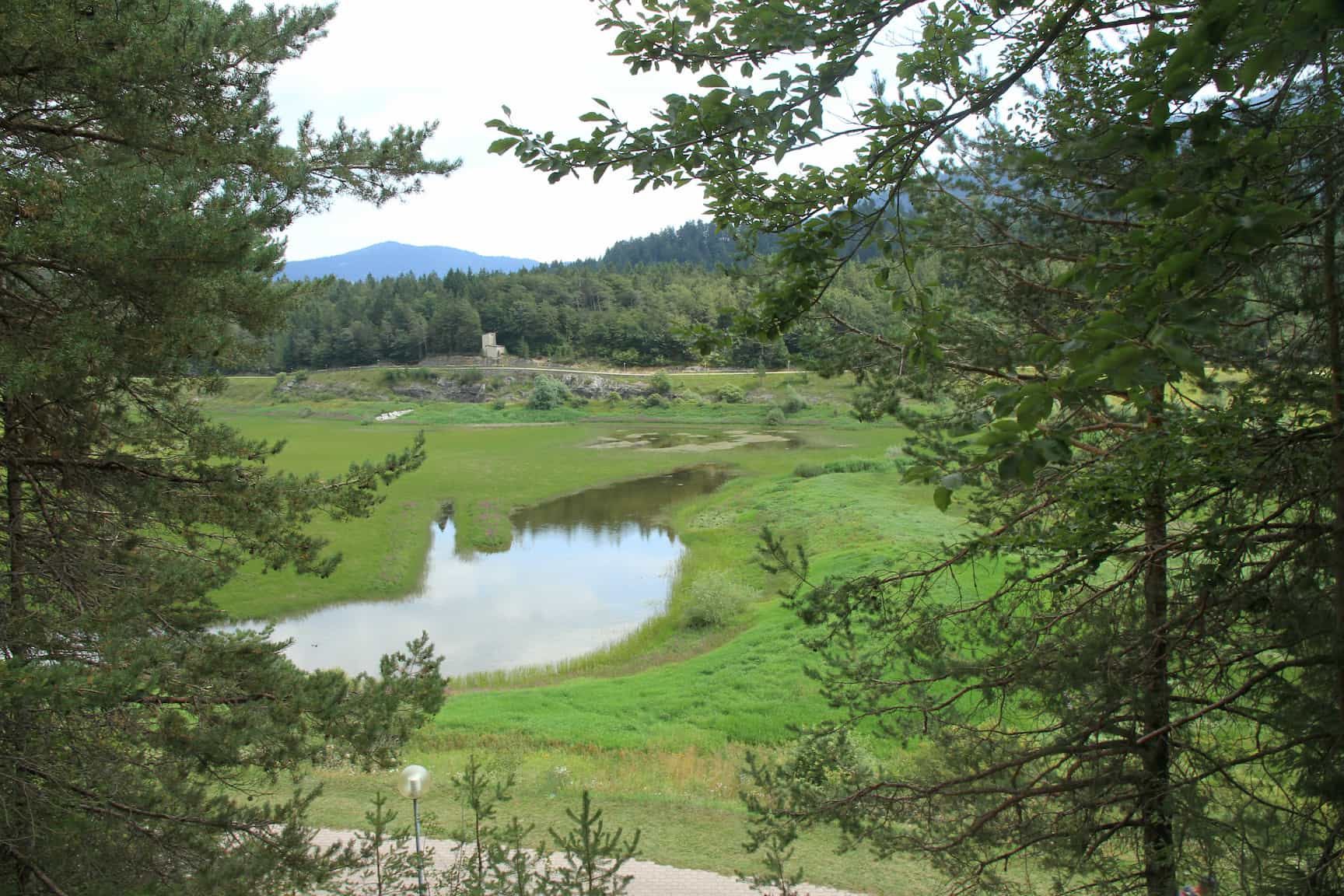
Nízký stav v září
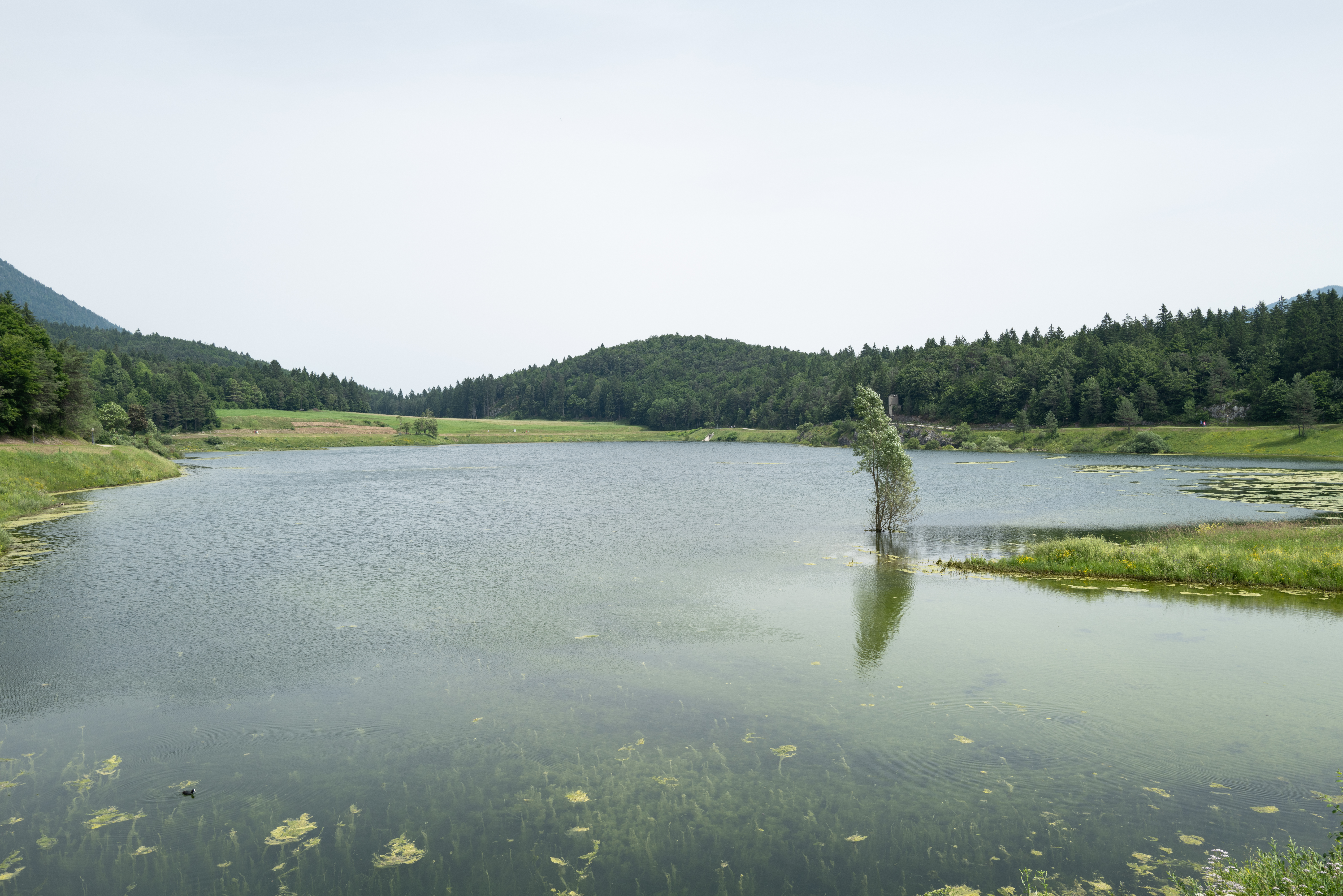
Vysoký stav na konci června